# Ptyonota carissima
Ptyonota carissima är en fjärilsart som beskrevs av Alfred Ernest Wileman och Reginald James West 1929.
Ptyonota carissima ingår i släktet Ptyonota och familjen trågspinnare. Inga underarter finns listade.